# Collège Voltaire
Le Collège Voltaire, fondé en 1847, est un établissement scolaire du canton de Genève. Il s'agit d'une école de maturité.

## Histoire
Il s'agit du deuxième plus ancien collège du canton de Genève[réf. nécessaire].
En 1847 est fondé l'école supérieure des jeunes filles. Le collège Voltaire à proprement parler naît de la réforme genevoises de 1969. L'école devient mixte à ce moment-là.
Dans la nuit du 22 au 23 février 1970 un incendie détruit une grande partie du collège.  
Le 11 mai 2019, le collège célèbre les 50 ans de la mixité de l'établissement,.

## Description
Le nom du collège est dû à la rue Voltaire sur laquelle il se situe.
Le collège compte environ 820 élèves, 100 professeurs et une vingtaine de personnes travaillant à l'administration de l'établissement.